# Comuna Onîlove, Zaharivka
Onîlove (în ucraineană Онилове) este o comună în raionul Frunzivka, regiunea Odesa, Ucraina, formată din satele Jîhailove, Mala Toporivka și Onîlove (reședința).

## Demografie
Componența lingvistică a comunei Onîlove
     Ucraineană (93,5%)
     Română (5,55%)
     Alte limbi (0,79%)
Conform recensământului din 2001, majoritatea populației comunei Onîlove era vorbitoare de ucraineană (93,5%), existând în minoritate și vorbitori de română (5,55%).